# 北京・モスクワ高速鉄道
北京・モスクワ高速鉄道（ロシア語: ВСМ Пекин — Москва、中国語: 北京至莫斯科高铁）は、中華人民共和国の北京とロシア連邦のモスクワの間に計画中の全長約7,000 kmの高速鉄道である。実現すれば、鉄道での両都市間の所要時間は、現在の5日から30時間にまで短縮される。

## 概要
モスクワからカザン、エカテリンブルク、チェリャビンスク、アスタナ、イルクーツク、ウランバートルを経由するルートが想定されており、建設費用は2,420億米ドルと概算されている。2009年にスヴェルドロフスク州知事のアレクサンドル・ミシャーリンがウリヤノフスク州の州議会でモスクワ - エカテリンブルク間に高速鉄道を建設する計画を提案したものが原型であり、8 - 10年程度で実行可能としている。
最初の開業区間としてモスクワ・カザン高速鉄道が中国の技術・設備を元に2018年に着工、2022年か2023年に開業予定としている。